# Фихман, Яков Ильич
Яков Ильич Фихман (ивр. יעקב פיכמן‎ Яаков Фихман; идиш יעקבֿ פֿיכמאַן‎ Янкев Фихман; 25 ноября 1881, Бельцы, Бессарабская губерния — 18 мая 1958, Тель-Авив, Израиль) — еврейский поэт и переводчик. Писал на иврите и идише. Классик современной ивритской поэзии.

## Биография

### Ранние годы
Родился в бессарабском уездном городке Бельцы в семье состоятельного арендатора Эле Фихмана и его жены Песи. Рано приучился к чтению и попал под влияние художественной литературы маскилим (просветителей) на иврите (М. И. Лебенсона, А. Мапу) и реалистов на идише (особенно И. Л. Переца). В 14 лет ушёл из дома, бродяжничал по городкам и весям соседних Херсонской и Подольской губерний, наконец осел в Кишинёве, где впервые получил доступ к крупной библиотеке и серьёзно занялся самообразованием, выучил русский и немецкий языки, освоил русскую литературу и подготовился к сдаче гимназических экзаменов экстерном.
В Кишинёве же Фихман начал писать стихи на иврите, идише и русском языке. В 1900 году в детском ивритском журнале «Ган Шаашуим» появляются его стихотворение «Шир Авив» (Песнь весны) и перевод лермонтовского «Когда волнуется желтеющая нива».
Из Кишинёва Фихман возвратился к родителям в Бельцы, погрузился в традиционную еврейскую литературу. В 1901—1903 годах — в Одессе, где познакомился с Бяликом и С. Бен-Ционом; в 1903—1905 годах — в Варшаве, где уже по-настоящему регулярно начал публиковаться в газетах на иврите «ха-Цофэ» (Наблюдатель) и «ха-Ор» (Свет) и на идише в крупнейшей ежедневной газете «хайнт» (Сегодня); здесь же познакомился с И. Л. Перецем — в ту пору мэтром еврейской литературной жизни Варшавы.
В 1905 году вновь возвратился в Кишинёв, а после погрома того же года — переехал в приграничное бессарабское местечко Леово (теперь райцентр Леовского района Молдовы), где тогда жил известный писатель Идл (Иегуда) Штейнберг. Через три года Фихман покинул Леово, короткое время жил в Вильно, а ещё через год — в 1909 году — приехал в Одессу, где помогал И. Х. Равницкому и Э. Л. Левинскому в подготовке четырёхтомного собрания сочинений на иврите только что умершего Иегуды Штейнберга.

### Литературный дебют
Зимой 1909—1910 годов — учился на педагогических курсах в Гродно, затем уехал в Варшаву, где в том же году вышла его книжка для детей «Агадос вэ Ширим» (Сказания и стихи). В 1911 году там же появляются составленный и прокомментированный им сборник песен на идише «Ди Идише Музэ» (Еврейская Муза) и первый сборник стихотворений на иврите «Гиволим» (Стебли). В 1912 году уехал в Палестину, где некоторое время редактировал детский журнал «Моледет» (Родина) и всё больше увлекался литературой для детей и юношества.
В 1913 году в Варшаве вышла составленная им хрестоматия детской литературы на идише «Фар Шул Ун Фолк» (Для школы и народа) и второе, расширенное издание еврейских народных песен «Ди Идише Музэ» (издательство Вэлт-Библиотэк). Вскоре перебрался в Берлин, а с началом Первой мировой войны — вновь в Одессу, где работал в издательстве Бялика и Равницкого «Мория» на Большой Арнаутской улице. В 1915 году издал учебник на иврите «Швилим» (Пути: Иллюстрированная хрестоматия для 4-го года обучения), а в 1919 году сборник эссеистики «Бавуот» (Размышления).
В конце того же года уже навсегда оставил ставшую к тому времени советской Россию, отчалил пароходом «Руслан» из Одессы и через несколько дней сошел на берег в средиземноморском порту Яффа. Возобновил издание журнала «Моледет», перевел на иврит Леонида Андреева, редактировал детское приложение к газете «Гаарец», но уже в 1921 году вновь уехал в Варшаву. Здесь сотрудничал с журналом на иврите «ха-Ткуфа» (Эпоха) и газетой на идише «Ди Идише Вэлт» (Еврейский мир), выпустил хрестоматию детской литературы на иврите «Лашон вэ-Сэфэр» (Язык и книга) и книгу прозы для юношества на идише «Шабэс Ин Валд» (Суббота в лесу, 1924). В 1924-25 годах — в Кишинёве, работал в редакции издаваемой Золмэном Розенталем газеты «Ундзэр Цайт» (Наше время, идиш), много печатался на идише.

### В подмандатной Палестине и Израиле
С 1925 года и до конца жизни — в Палестине, сотрудничал с самыми разными ивритскими изданиями подмандатной Палестины и идишской периодикой Польши, с 1936 по 1942 год редактировал журнал «Мознаим» — официальный орган союза ивритских писателей страны, а с 1942 года и до конца жизни вел постоянную рубрику в литературном приложении к ежедневной газете «Давар» (Слово).
В эти годы Фихман переработал ряд своих собственных, написанных в ашкеназском произношении стихотворений, адаптируя их ритмику к новому, базирующемуся на сефардском, произношению поселенцев. Один за другим выходят сборники «Сефер ха-Эрец» (Книга земли; проза, 1927), «Мин ха-Тэнэ» (Из корзины; стихи и проза, 1932), «Йемей Шемэш» (Солнечные дни; поэмы, 1934), «Цлалим Аль ха-Садот» (Тени на полях, стихи, 1935), «Авив ба Шомрон» (Весна в Самарии; стихи, 1943), «Пеат ха-Садэ» (Край поля; стихи, 1945), «Демуйот Кедумим» (Образы прошлого, проза и поэзия, 1948), "Селаим б’Ерушалаим " (Скалы в Иерусалиме; стихи и проза, 1951), 18 книг для детей и юношества, 9 книг очерков об еврейских писателях (Бялике, Мапу, писателях Польши, Одессы и других), сборник «Бессарабия» (1941, вместе с Хаимом Шорером, иллюстрации Нахума Гутмана), стихотворные и прозаические переводы с немецкого (Гейне, Гёте, К. Хеббеля, Гессе, Е. П. Якобсена), русского (Блок, Лермонтов), французского (Франс, Бодлер). В 1951 году совместно с К. А. Бертини и Б.И. Михали подготовил к печати второй том посмертного собрания сочинений бессарабского писателя М. Гольденберга «ха-Тахана ха-Атика» (Древняя станция). Посмертно изданы собрания стихотворений и мемуары писателя.

Продолжал Фихман писать и на идише. В 1949 году он стал одним из основателей редактируемого Авромом Суцкевером квартальника «Ди Голдэнэ Кейт» (Золотая цепочка) — главного литературного издания страны на идише. Первый же номер журнала открывается программной статьёй Фихмана «Между ивритом и идишем», в которой он среди прочего возглашал: «Позорно и не поддаётся разумению, что пишущие на иврите поэты знают столь немного о своих пишущих на идише коллегах и что ивритская пресса уделяет столь мало внимания обзору литературного творчества на идише». Одной из основных целей нового издания на идише Фихман видел восполнение и исправление этого пробела, сближение еврейских литераторов пишущих на двух еврейских языках. В 1953 году в Буэнос-Айресe вышел большой том избранных воспоминаний, эссе и стихотворений Фихмана на идише «Рэйгнбойгн» (Радуга), подготовленный автором и изданный аргентинским объединением выходцев из Бессарабии.

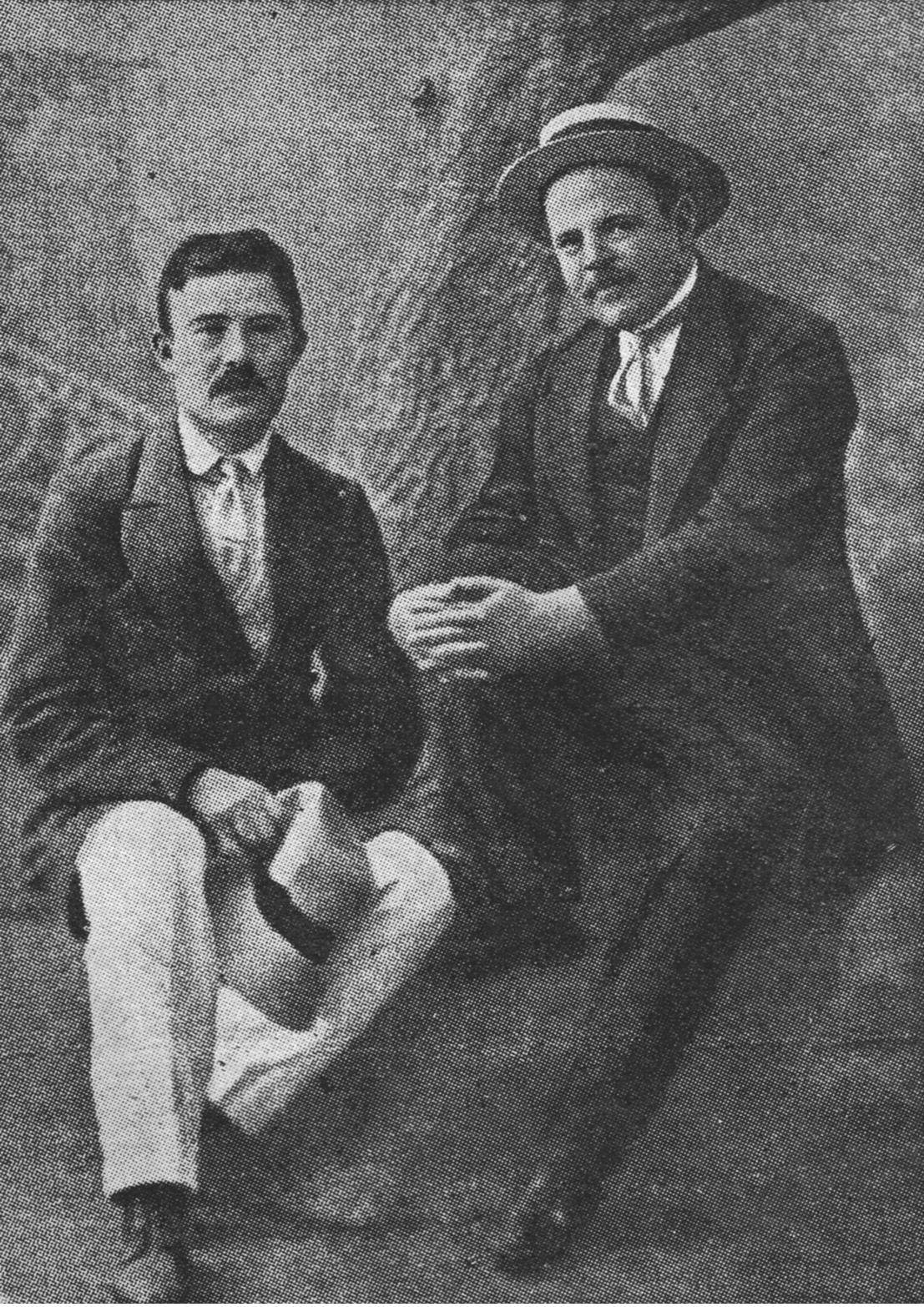
Поэты Я. Фихман и Х. Н. Бялик в Одессе. 1911 год.

Именем Фихмана названы улицы в разных городах Израиля. С 1964 года бессарабским землячеством страны присуждается ежегодная премия им. Якова Фихмана в области литературы и искусства, среди лауреатов которой писатели Меер Харац, Ихил Шрайбман, Янкл Якир, Борис Сандлер, художник Нахум Гутман и другие.